# Villalba de los Barros (kommunhuvudort)
Villalba de los Barros är en kommunhuvudort i Spanien.   Den ligger i provinsen Provincia de Badajoz och regionen Extremadura, i den sydvästra delen av landet, 300 km sydväst om huvudstaden Madrid. Villalba de los Barros ligger 310 meter över havet och antalet invånare är 1 691.
Terrängen runt Villalba de los Barros är platt. Runt Villalba de los Barros är det ganska glesbefolkat, med 36 invånare per kvadratkilometer. Närmaste större samhälle är Almendralejo, 11,8 km nordost om Villalba de los Barros. Trakten runt Villalba de los Barros består till största delen av jordbruksmark.